# Kalifornien-Rundfahrt

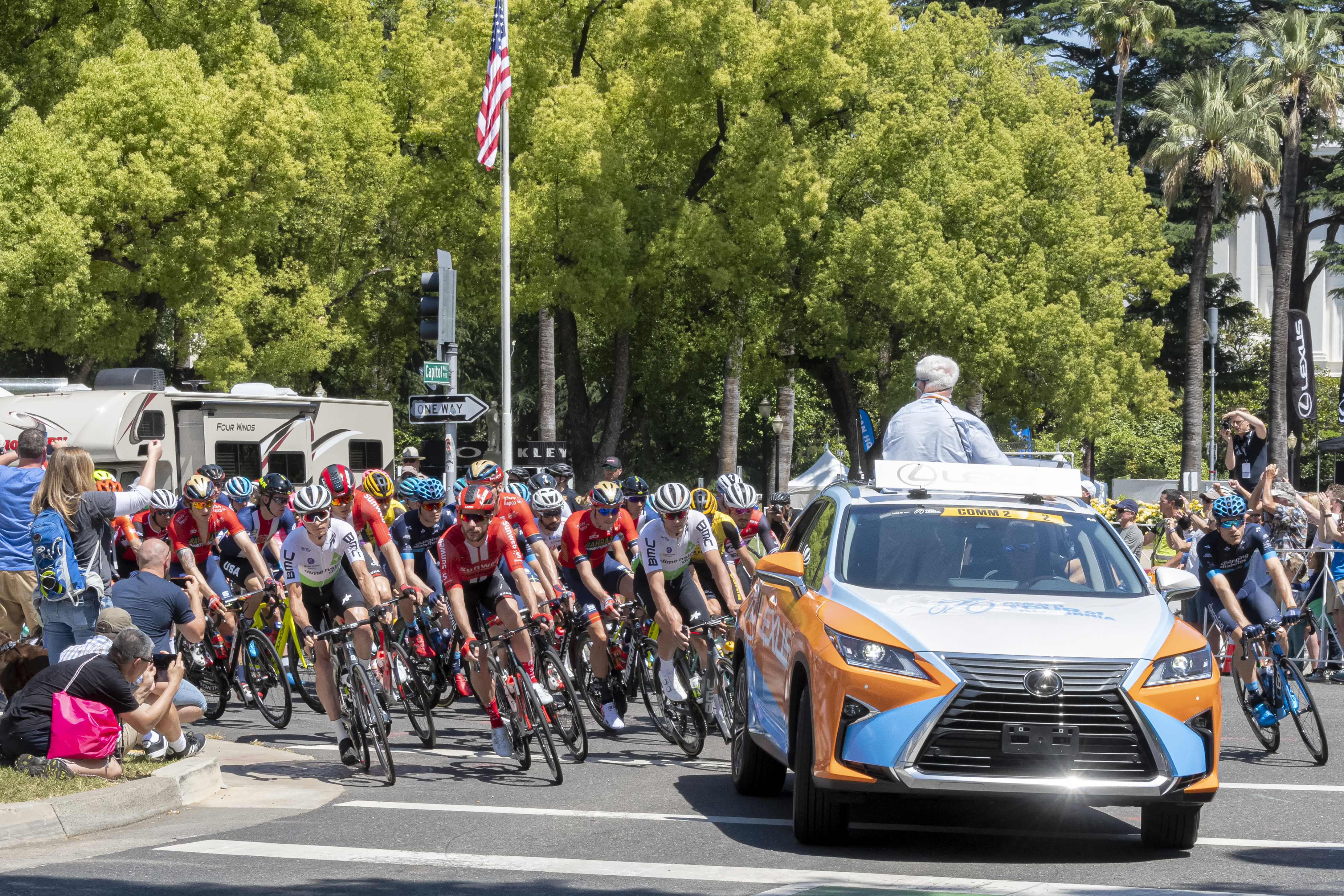
Start der Tour of California 2019 am 12. Mai 2019 in Sacramento

Die Tour of California (deutsch Kalifornien-Rundfahrt) war ein US-amerikanisches Straßenradrennen.
Das Etappenrennen wurde zum ersten Mal im Februar 2006 über acht Teilstücke ausgetragen und führt jedes Jahr über ungefähr 1100 Kilometer an der Westküste der Vereinigten Staaten entlang. Es war bis 2016  Teil der UCI America Tour und zunächst in die Kategorie 2.1 eingestuft. In seinem zweiten Jahr 2007 wurde das Rennen eine Kategorie höher in die hors categorie eingestuft und wurde damit zum wichtigsten Etappenrennen der USA. Der Wettbewerb wurde beginnend mit der Saison 2017 in die den Kalender der UCI WorldTour aufgenommen.
2010 wurde das Rennen erstmals im Mai ausgetragen.
Hauptsponsor war seit der Austragung 2006 das Biotechnologieunternehmen Amgen, welches 1985 erstmals künstliches Erythropoetin entwickelte, das als Blutdopingmittel im Radsport bekannt wurde. 2017 firmierte das Rennen unter dem Namen Amgen Breakaway from Heart Disease Women's Race empowered with SRAM.
2015 kam erstmals auch ein Rennen über drei Etappen für Frauen hinzu; außerdem fanden für Frauen Einladungsrennen statt, so 2014 ein Eintagesrennen und Kriterium sowie 2015 ein Einzelzeitfahren. Das Frauenrennen wurde im Jahr 2016 als Etappenrennen in den Kalender der neu eingeführten UCI Women’s WorldTour aufgenommen.
Im Oktober 2019 wurde die Austragung für das Jahr 2020 abgesagt. Seitdem ist die Rundfahrt nicht mehr zurückgekehrt.

## Sieger

### Männer
- 2019  Tadej Pogačar
- 2018  Egan Bernal
- 2017  George Bennett
- 2016  Julian Alaphilippe
- 2015  Peter Sagan
- 2014  Bradley Wiggins
- 2013  Tejay van Garderen
- 2012  Robert Gesink
- 2011  Christopher Horner
- 2010  Michael Rogers
- 2009  Levi Leipheimer
- 2008  Levi Leipheimer
- 2007  Levi Leipheimer
- 2006  Floyd Landis

### Frauen
- 2019  Anna van der Breggen
- 2018  Katie Hall
- 2017  Anna van der Breggen
- 2016  Megan Guarnier
- 2015  Trixi Worrack